# PSE-36
在计算机领域，PSE-36（英語：36-bit Page Size Extension，即36位元页面大小扩展）是一个x86处理器特性，它可将電腦數據存貯器的寻址能力从32位元扩展到36位元，允许寻址最多64 GB内存。相较于物理地址扩展（PAE）方法，PSE-36是解决4 GB内存瓶颈的更简单方案。它采用页大小扩展（PSE）模式和一个修改的页面目录表来映射4 MB的页到一个64 GB物理地址空间。PSE-36的缺点是，不同于PAE，它在4 GB以上的区域没有4 KB的页面粒度。
PSE-36随Pentium II Xeon被引入到x86架构，并且最初被公布为“英特尔扩展服务器内存架构”（有时缩写为ESMA）的一部分，这个品牌也包括稍早一点的PAE（并且因此，只支持PAE的Pentium Pro被宣传为仅具有ESMA的“子集支持”）
PSE-36的鼎盛时期比较短。PSE-36相较PAE的主要优势是，操作系统的内部组件几乎不需要重做，因此PSE-36被认为是一个合适的缓解措施  围绕Windows NT 4.0企业版时间表的。更新的微软操作系统（包括Windows 2000）只支持PAE。例如Linux等部分操作系统完全跳过了PSE-36。尽管如此，AMD和之后的英特尔选择在其64位处理器中提供最多40位的PSE支持（在传统模式下运行时）。

## 运行

### 检测
PSE-36的支持在CPUID结果之特性位元中的EDX第17位元（从0开始计数）表示。与纯PSE支持不同，它是由同一寄存器中的位元3指示。

### 激活和使用
就激活PSE-36而言，它没有一个单独的位元来开关PSE。至少处理器（根据CPUID标识）和芯片组支持PSE-36，直接启用PSE（通过设置位元4，即PSE， 系统寄存器CR4的）就能允许大型的4 MB页（在64 GB范围内）以及普通的4 KB页（只能在常规的4 GB范围内）。
如果CPU支持较新的PSE-36，使用CPUID指令检查判定，那么除了在PSE中使用的10位，还有4个位元用于指向大页面的页面目录项。这将允许大页面位于36位地址空间中。
页面目录项（PDE）中的PS位元（位元7）标示此项是一个页表（描述1024个4 KiB页面）还是一个4 MB页面。正常模式与PSE-36模式下的PDE结构如下： 
| 31–22  | 31–22                  | 31–22                  | 31–22                  | 31–22                  | 31–22                  | 31–22                  | 31–22                  | 31–22                  | 31–22                  | 21–17                  | 21–17            | 21–17            | 21–17            | 21–17            | 16–13            | 16–13                  | 16–13                  | 16–13                  | 12                     | 11–9         | 11–9  | 11–9  | 8     | 7 | 6    | 5    | 4 | 3   | 2   | 1 | 0 |   |
| ------ | ---------------------- | ---------------------- | ---------------------- | ---------------------- | ---------------------- | ---------------------- | ---------------------- | ---------------------- | ---------------------- | ---------------------- | ---------------- | ---------------- | ---------------- | ---------------- | ---------------- | ---------------------- | ---------------------- | ---------------------- | ---------------------- | ------------ | ----- | ----- | ----- | - | ---- | ---- | - | --- | --- | - | - | - |
| 非PSE  | 页表的基地址           | 页表的基地址           | 页表的基地址           | 页表的基地址           | 页表的基地址           | 页表的基地址           | 页表的基地址           | 页表的基地址           | 页表的基地址           | 页表的基地址           | 页表的基地址     | 页表的基地址     | 页表的基地址     | 页表的基地址     | 页表的基地址     | 页表的基地址           | 页表的基地址           | 页表的基地址           | 页表的基地址           | 页表的基地址 | avail | avail | avail | 0 | PS=0 | ign  | A | PCD | PWT | U | W | P |
| PSE    | 页面帧地址的31..22位元 | 页面帧地址的31..22位元 | 页面帧地址的31..22位元 | 页面帧地址的31..22位元 | 页面帧地址的31..22位元 | 页面帧地址的31..22位元 | 页面帧地址的31..22位元 | 页面帧地址的31..22位元 | 页面帧地址的31..22位元 | 页面帧地址的31..22位元 | 保留（必须为零） | 保留（必须为零） | 保留（必须为零） | 保留（必须为零） | 保留（必须为零） | 保留（必须为零）       | 保留（必须为零）       | 保留（必须为零）       | 保留（必须为零）       | PAT[a]       | avail | avail | avail | 0 | PS=1 | D[b] | A | PCD | PWT | U | W | P |
| PSE-36 | 页面帧地址的31..22位元 | 页面帧地址的31..22位元 | 页面帧地址的31..22位元 | 页面帧地址的31..22位元 | 页面帧地址的31..22位元 | 页面帧地址的31..22位元 | 页面帧地址的31..22位元 | 页面帧地址的31..22位元 | 页面帧地址的31..22位元 | 页面帧地址的31..22位元 | 保留（必须为零） | 保留（必须为零） | 保留（必须为零） | 保留（必须为零） | 保留（必须为零） | 页面帧地址的35..32位元 | 页面帧地址的35..32位元 | 页面帧地址的35..32位元 | 页面帧地址的35..32位元 | PAT          | avail | avail | avail | 0 | PS=1 | D    | A | PCD | PWT | U | W | P |

1. 页面属性表（英语：Page attribute table）；自Pentium III起出现。对更早CPU必须为零。
2. "“脏”位：如果存在对该页的写访问，CPU将其设为1。对于4 KiB页面，该标志存在于相应的页表项（PTE）中。

### 扩展到40位元
凭借在传统模式下运行时翻译PDE的位元20..13为页面基地址的位元39..32，AMD在其AMD64处理器中将此方案扩展为40位元寻址。因此它只保留了位元21（必须为零）。但请注意，在长模式下CR4.PSE被忽略，并且该模式下PSE式4 MB页面不可用。在AMD64传统模式下使用PSE 4 MB页面可寻址的物理内存总量因此是1024 GB。汤姆·谢利（Tom Shanley）称此扩展为PSE-40，尽管该名称没有出现在AMD官方文档中。
最新的英特尔手册（2014年2月）也表明在PSE中最多支持40位。英特尔CPU支持的PSE位的确切数目可能较少，并且必须通过CPUID确定处理器支持的最大物理地址宽度，方法是使用function 80000008H调用CPUID，并检查EAX[7:0]中的结果。

## 使用
PSE-36特性的实用性取决于芯片组对超过4 GB内存的支持。奔腾II时代的大多数芯片组并不支持这么多内存，英特尔440BX典型台式机芯片组的最大容量为1 GB，440GX工作站芯片组则为2 GB。只有高端服务器主板Intel 450NX芯片组支持8 GB。对PSE-36（ESMA）的支持通常面向服务器宣传。
作为适配支持PSE-36的操作系统，1998年英特尔宣布了Microsoft Windows NT Server、Enterprise Edition 4.0和据称即将到来的NT 5.0，它们都可以通过一个PSE36device driver来支持，这使得操作系统的大部分组件不能感知PSE-36（只有PSE36驱动程序启用时能暂时感知），并且想要访问超过4 GB内存的应用程序必须调用驱动程序。因此Windows NT 4.0企业版基本将PSE-36特性作为一个内存盘。Windows NT 4.0 Enterprise Edition服务器上的部分应用程序使用PSE36驱动程序，这包括：SAP liveCache、Microsoft SQL Server 7.0、Oracle 8.1.5和IBM DB2。后者的调优文档指出，“遗憾的是，在大多数情况下，使用PSE-36驱动程序获得的性能增益并不是很好。在许多情况下，使用PSE-36驱动程序、具有8 GB内存的服务器，运行速度要比使用不使用该驱动程序、具有4 GB内存的服务器更慢。 [...]经过一年多的实验和调整，微软和IBM由于性能不佳而放弃了PSE-36的支持。该驱动程序对英特尔的供应商仍然可用，但对于最终客户使用而言并无价值。”
由于与另一方案PAE相比性能低下，Windows 2000（NT 5.0）最终不支持PSE-36。Windows 2000也用新的地址窗口扩展（AWE）替换了PSE36驱动程序的API，其中采用PAE。（AWE仅适用于Windows 2000的数据中心服务器和高级服务器版本）。Windows应用程序因而迁移到这个新API，例如Oracle 8.1.6和MS SQL Server 2000。
PSE-36从未被Linux支持。

## 相较于PAE
物理地址扩展（PAE）是另一个允许36位元寻址的方案。PSE-36具有不改变页面表层次结构的优点，并且页面条目保持其旧的32位格式而不扩展到64位。PSE-36的显着缺点是只有大页面可以处在64 GB的物理内存中，而小页面仍然只能位于前4 GB的物理内存。

## 英特尔扩展服务器内存架构
英特尔扩展服务器内存架构被定义为在核心处理器中包括两个36位寻址模式：PAE-36和PSE-36。